# Steven Polgar
Steven Polgar (* 6. Dezember 1956 in Tillsonburg, Ontario) ist ein ehemaliger österreichisch-kanadischer Eishockeyspieler und -trainer. Der Flügelstürmer war für verschiedene Mannschaften der österreichischen Bundesliga aktiv. Als Trainer betreute er Mannschaften in Österreich und Deutschland.

## Karriere
Steven Polgar spielte zehn Jahre lang als Flügelstürmer in der österreichischen Bundesliga. Ab 1978 stand er für vier Jahre beim HC Salzburg unter Vertrag. Nach jeweils einem Jahr beim Kapfenberger SV und WAT Stadlau kam er zur Saison 1984/85 zum EV Innsbruck. Zwei Jahre später wechselte er zum Salzburger EC. Nach dessen Ausscheiden aus der Bundesliga war er ein Jahr lang vereinslos, ehe er sich in der Saison 1989/90 dem ATSE Graz anschloss. Anschließend beendete er seine Karriere.
Für die österreichische Nationalmannschaft absolvierte er insgesamt acht Länderspiele, sechs von ihnen bei der B-Weltmeisterschaft 1979.
Nachdem er beim Salzburger EC in der Spielzeit 1987/88 bereits als Spielertrainer tätig gewesen war, schlug Polgar ab 1990 eine hauptamtliche Trainerlaufbahn ein. Er stand zwei Jahre lang beim Kitzbüheler EC aus der Nationalliga hinter der Bande. In der Saison 1992/93 trainierte er den deutschen Zweitligisten ECD Sauerland. Nach einem Jahr beim EK Zell am See (1994/95) übernahm er im Jahr 1996 den 1. EV Weiden, für den er bis 1999 tätig war. Anschließend wurde er Cheftrainer beim EV Landsberg. Ab 2000 trat er nicht mehr in Erscheinung.

## Karrierestatistik

### International
Vertrat Österreich bei:
- B-Weltmeisterschaft 1979

(Legende zur Spielerstatistik: Sp oder GP = absolvierte Spiele; T oder G = erzielte Tore; V oder A = erzielte Assists; Pkt oder Pts = erzielte Scorerpunkte; SM oder PIM = erhaltene Strafminuten; +/− = Plus/Minus-Bilanz; PP = erzielte Überzahltore; SH = erzielte Unterzahltore; GW = erzielte Siegtore; 1 Play-downs/Relegation; Kursiv: Statistik nicht vollständig)